# Agromyza mobilis
Agromyza mobilis är en tvåvingeart som beskrevs av Johann Wilhelm Meigen 1830. Agromyza mobilis ingår i släktet Agromyza och familjen minerarflugor.
Artens utbredningsområde är Tyskland. Arten är reproducerande i Sverige. Inga underarter finns listade i Catalogue of Life.